# Bartók (cráter)
Bartók es un cráter de impacto de 118 km de diámetro del planeta Mercurio. Debe su nombre al compositor húngaro Béla Bartók (1881-1945), y su nombre fue aprobado por la  Unión Astronómica Internacional en 1979.